# Nissetjärnen (Jörns socken, Västerbotten, 724829-168772)
Nissetjärnen är en sjö i Skellefteå kommun i Västerbotten och ingår i Byskeälvens huvudavrinningsområde.